# Gabriel de Murzia
Gabriel de Murzia fou un lutier espanyol, actiu del 1682 al 1717.
Figurava com a membre de la corporació de violers a Madrid ja al segle xvii, on exercia d'examinador i testimoni. Va ser violer i guitarrer de la Casa Reial de la Reina d'Espanya des del 1682 fins al 1717.
Els seus instruments presenten elements constructius propis de les tradicions més antigues dels violers espanyols, com les tapes i fons encolats amb tela, sense reforços ni contra-riscles.